# Bernardo Aranda
Bernardo Aranda Valdéz, (Arroios e Esteros, Departamento de Cordillera, 12 de março de 1932 - 1 de setembro de 1959) foi um locutor, programador radial e bailarino paraguaio.

## Biografia
Nasceu na cidade de Arroios e Esteros, Departamento de Cordillera, em 12 de março de 1933 filho de Catalina Valdéz e Ramón Aranda.
Fica na memória como “o primeiro referente do rock nacional  [que] não é um músico, mas um locutor e bailarino. Era ele quem passava rock 'n' roll na Rádio Comuneros”.
Foi assassinado no dia 1 de setiembre de 1959 queimado enquanto dormia. Por conta deste acontecimento, as autoridades da ditadura paraguaia realizaram “a mais completa investigação judicial, médica, e policial” conhecida até aquela época.
O crime foi considerado como pasional e ao “se suspeitar que a vítima era homossexual, se deduziu que os autores do suposto crime também o eram e que portanto qualquer homossexual estava envolvido. Como consequência deste fato, 108 homens homossexuais foram detidos para realizar as investigações do suposto assassinato e os nomes dos detentos foi difundida numa lista que se conheceu como ´a lista dos 108´”